# Ghost Stories (álbum)
Ghost Stories —en españolː Historias fantasma— es el sexto álbum de estudio de la banda inglesa Coldplay. Coproducido por la banda junto con Paul Epworth, además de los productores de Mylo Xyloto, Daniel Green y Rik Simpson, fue lanzado por Parlophone el 16 de mayo de 2014. Mientras que en América del Norte fue lanzado por Atlantic Records el 19 de mayo de 2014. Es el primer álbum de la banda en América del Norte bajo el sello discográfico Atlántic, después de que Coldplay se moviera a Capitol Records en 2013, tras la compra de EMI y sus activos por el Universal Music Group en 2012.
El álbum fue grabado por la banda durante 2013 y 2014 en los estudios caseros de la banda en Londres, Inglaterra y en Los Ángeles. Cuenta con Avicii, Timbaland y Madeon como productores invitados, y el colaborador frecuente de la banda, Jon Hopkins. Fue promocionado fuertemente por la banda y Parlophone previo a su lanzamiento, principalmente con un especial de televisión que se transmitió en un horario estelar, un álbum visual, y un tour especial que consistió en cuatro fechas, así como varias apariciones en la televisión y radio. El disco produjo cinco sencillos: "Magic" el tema principal, lanzado en marzo; "Midnight", en abril; "A Sky Full of Stars", en mayo; "True Love", en agosto; e "Ink", lanzada en octubre.
Ghost Stories tuvo un muy buen desempeño comercial, liderando las listas de descargas en 100 países y logrando obtener números uno en ventas en varias naciones. El disco debutó directamente en el número #1 del Billboard 200, con 338 000 copias en su primera semana, siendo la mayor venta semanal del 2014. En el Reino Unido, el álbum también lideró las listas, vendiendo 168 000 copias en su primera semana. En general, en el continente europeo, el álbum tuvo muy buena recepción comercial. A nivel mundial, logró vender 3,7 millones de copias, convirtiéndose en el cuarto más vendido del 2014 y el álbum más vendido por un grupo.        El álbum vendió más de 10 millones de copias a nivel mundial

## Antecedentes
En 10 1, la banda lanzó su quinto álbum de estudio Mylo Xyloto. El álbum originalmente iba a ser un poco más acústico, pero se volvió uno de los álbumes más experimentales y pop de la banda. Producido por Markus Darvs, Brian Eno, Rik Simpson y Dan Green, el álbum fue #1 en 18 países y fue certificado platino en 19 países.
Para el proceso creativo del sexto álbum de la banda, Coldplay quiso regresar a lo que originalmente sería su quinto álbum de estudio, regresando a la idea de menos producción y sonido que Mylo Xyloto. El baterista de la banda, Will Champion, habló con BBC Radio 1 respondiendo a la cuestión de lo que sería el álbum:

«Sí, eso puede ser bueno en realidad. Hay un punto muy lejos al que puedes llegar sin ser tan pomposo y un poco exagerado, trataremos de pisar esa línea con cuidado. Restablecer. Volver a calibrar».
Will Champion

## Concepto
Ghost Stories es un álbum conceptual que gira en torno a dos temas principales mencionados por el cantante Chris Martin. El álbum explora la idea de acciones pasadas, y los efectos que puede tener en el futuro y la capacidad de uno para el amor. El álbum fue inspirado principalmente por problemática relación de Martin con su entonces esposa Gwyneth Paltrow. La pareja, que finalmente se separó en marzo de 2014, había estado pasando por una relación áspera que habían estado tratando de resolver en los dos años anteriores a su dividida.

La idea de Ghost Stories, para mi fue, " ¿cómo dejas que las cosas que le suceden en el pasado –Tus fantasmas – dejen que afectan su presente y su futuro? " "Hubo un tiempo en que me sentía como si me iban a arrastrar hacia abajo y arruinar mi vida, y la vida de los que me rodean. Tuve mucha suerte de conocer a un muy buen maestro sufí que empezó a introducirme la idea de "si te sientas con sus experiencias y las cosas que hemos pasado, habrá solo que alquimizar. En el momento en que él dijo eso, yo realmente no sabía lo que eso significaba, pero yo confiaba en que iba a funcionar, y cuanto más aprendía acerca de eso, la música sólo comenzó a fluir a través de mi.
Chris Martin

## Diseño del álbum
La portada del álbum de Ghost Stories fue hecha por la artista británico-checa Mila Fürstová. La obra contiene arte medieval, mide 100 por 100 cm, cuenta con un par de alas de ángel impuestas sobre la pintura de un océano bajo un cielo en la noche. Las alas de ángel cuentan críptica imágenes de dibujos de estilo medieval de objetos y conceptos bastante contemporáneos. Las imágenes incluyen una pareja de enamorados, un hombre frente a un espejo, un vuelo de palomas blancas, un laberinto circular, una niña de luz de las velas, una ventana que da a un tornado de entrada y una planta de jardín con una escalera, entre otras imágenes representado en la obra. Una versión más grande, digital de la obra está disponible en el sitio web oficial de Coldplay, con la capacidad de hacer zum en la obra con un ampliador de pantalla. [14]
Fürstová había diseñado las obras de arte para todos los lanzamientos en el ciclo de Ghost Stories, incluyendo la obra para los sencillos "Magic" y "Midnight", que utilizan el mismo motivo de un escenario que tiene lugar en un cuerpo más grande. Fürstová, cuyo trabajo ha sido descrito como "deslumbrantes imágenes son a la vez contemporánea y personal, buscando en la irrealidad de los sueños, los cuentos y fábulas que pueden asignar el marco de nuestra conciencia", [15] y ha ganado numerosos premios, incluyendo el Royal College de la concesión del arte Sociedad en 2001 y convirtiéndose en el académico más joven en el Royal West of England Academy en 2009, [16] fue invitado por Coldplay para grabar obras de arte para su nuevo álbum en enero de 2013. se describe la colaboración entre ella y la banda como " un viaje más inspirador y una experiencia verdaderamente humillante para cooperar con gente tan talentosa ". [17]
Hay planes para una exposición de obras de arte de historias de fantasmas Fürstová en el otoño de 2014 en el centro de Londres. 25 grabados originales y 100 impresiones digitales de alta calidad de la obra, todo a mano firmados por Fürstová, también están listos para salir a la venta el 19 de mayo de 2014, el mismo día en historias de fantasmas lanzamientos en el Reino Unido y los Estados Unidos. [18 ]

## Grabación
El proceso de grabación y sesiones creativas para el sexto álbum de estudio de la banda tuvieron lugar entre 2013 y principios de 2014, en sus estudios construidos expresamente sobre una panadería y una colmena en el norte de Londres, Inglaterra, para después pasar a Los Ángeles para el proceso final. La creación del álbum comenzó realmente en la casa de Guy Berryman en Londres a principios de 2013 donde se había instalado un pequeño estudio donde todo el mundo se reunía para tocar y probar algo de música nueva durante un descanso después de la gran gira de la banda de Mylo Xyloto. La banda tomó un enfoque diferente para su sexto álbum de estudio, en contraste con sus discos anteriores. El vocalista Chris Martin invitó a la banda para aportar materiales de composición original para el álbum, en oposición a la construcción de canciones idealizadas por Martin como lo habían hecho durante las sesiones de grabación anterior. Por ejemplo, "Magic" fue construido de un riff de bajo concebido originalmente por el bajista Guy Berryman en el estudio.
"Durante mucho, mucho tiempo que he estado pidiendo a la banda," Por favor, podría alguien más empezar una canción "!Me han dado ese regalo del universo, o de Dios o lo que usted quiere creer en que las ideas para las canciones son enviadas a través de algo, y luego los llevo al resto de la banda y las coloco en la capa y así es como lo hacemos. Estaba tan agradecido. Me hizo muy feliz ya que era una especie de muestra del disco en su conjunto dije, "Vamos a ayudarnos unos a otros aquí". Había un montón de canciones, pero que era el primer punto en el que pensé, "Todo el mundo se invierte en esto, todo el mundo sabe lo que estamos tratando de hacer, ir un poco más personal".

## Promoción
Coldplay tocó en la noche de apertura del Festival de iTunes de 2014 en SXSW el 11 de marzo de 2014 en Moody Theater en Austin, Texas. Además de la interpretación de "Magic" y "Midhnight", la banda interpretó "Always in My Head" y "Another's Arms"; las primeras presentaciones en vivo de las cuatro canciones. La banda también interpretó "Magic" en un segmento pregrabado de Sport Relief 2014, que se emitió en la BBC el 21 de marzo de 2014.
En abril de 2014, Coldplay anunció un juego de búsqueda de tesoro internacional de las hojas que contienen letras de las nueve canciones del álbum. Las notas escritas a mano, por Martin, se colocaron en los libros de historias de fantasmas en las bibliotecas de todo el mundo, con la banda tuiteando pistas que conducen a sus ubicaciones. Uno de los sobres ocultos también contenía un boleto especial de oro, lo que permitiría al su buscador ir a Londres como invitado al concierto de Coldplay en el Royal Albert Hall de julio. Las hojas con las letras de las canciones se encuentran en las bibliotecas de la Ciudad de México, Singapur, Helsinki, Barcelona, Dartford, Ciudad de Nueva York, Tauranga, Dublín y Johannesburgo.
Un especial de televisión titulado Coldplay: Ghost Stories se filmó el 21-23 de marzo de 2014 por el director nominado al Grammy Paul Dugdale (Adele, The Rolling Stones) en un escenario especialmente construido en un estudio de sonido de películas de Sony Pictures en Los Ángeles. Coldplay interpretó material del álbum en su totalidad por primera vez. Al espectáculo, que incluía viñetas cinematográficas y proyecciones de 360 grados, asistieron a una audiencia de 800 fanes y la prensa, fue transmitido en horario de máxima audiencia en varios países en mayo y junio de 2014. A Posteriormente, el especial fue vendido en DVD y Blu-ray en noviembre de 2014. Escenas adicionales fueron grabadas en Paradise Cove en Malibú, California y en Woollett Aquatics Center en Irvine, California para la película. Chris Martin dijo: "El show de Ghost Stories en los estudios de Sony fue un momento muy especial para nuestra banda... Esta película es básicamente nuestra visión original para el álbum Ghost Stories." Coldplay fue también el número musical para la emisión del 3 de mayo del espectáculo Saturday Night Live e interpretó "Magic" y "A Sky Full of Stars". Fue la quinta aparición de la banda en el programa.
El 12 de mayo de 2014, siete días antes de su fecha de lanzamiento, el álbum estuvo disponible en stream en su totalidad a través de iTunes, acompañado de un video animado que gira alrededor de las ilustraciones del álbum de Fürstová, pero la banda se negó a permitir que Spotify, Beats Music, Deezer, y Rdio emitiera el disco hasta el 22 de septiembre de 2014, tal como lo habían hecho previamente en su último disco, Mylo Xyloto.

### Sencillos
Un video musical de "Midnight", el quinto tema del álbum, fue lanzado como un “adelanto” del sexto álbum de estudio de la banda el 25 de febrero de 2014. Ghost Stories se dio a conocer oficialmente por Coldplay y Parlophone una semana más tarde el 3 de marzo de 2014, junto con su carátula y la lista de canciones.
"Magic" fue lanzado por Parlophone el 3 de marzo de 2014, como el primer sencillo promocional de Ghots Stories. La pista "Magic", estuvo también disponible para su descarga a través de Ghost Stores en iTunes y Amazon.com el mismo día, con pre-pedidos del álbum que incluye la pista como una descarga "instantánea y extraordinaria". Tras el lanzamiento del sencillo, se pocisionó en 25 listas nacionales de éxitos musicales, alcanzando entrar dentro de los diez primeros lugares en 18 países.
"Midnight" fue lanzado como un sencillo por Parlophone el 17 de abril de 2014. en formato de vinilo de 7 pulgadas por el Record Store Day con una cantidad inicial de 3000 copias. "A Sky Full of Stars" fue lanzado digitalmente como el segundo sencillo oficial el 2 de mayo de 2014. Durante sus primeras 24 horas posteriores a su lanzamiento en iTunes, la canción había vendido 121,690 unidades en todo el mundo, alcanzando el número uno en 86 países en la iTunes Store Charts. La canción alcanzó el número diez en el Billboard Hot 100, por lo que es su tercer top 10 hit y el primero desde "Viva la Vida" en 2008. También se convirtió en su primer sencillo número uno en la lista de canciones de Billboard Hot Rock.
El 4 de agosto de 2014, la banda anunció que "True Love" sería lanzado como el tercer sencillo del álbum. El video musical de la canción fue lanzado el 22 de agosto de 2014, y fue dirigido por Jonas Åkerlund. Chris Martin y Jessica Lucas interpretaron a dos amantes en el video.
"Ink" fue lanzado como el cuarto sencillo del álbum a las radios italianas de contemporary hit radio el 13 de octubre de 2014 y en los Estados Unidos el 18 de noviembre de 2014, como el tercer sencillo a las radios de rock moderno del país, y el quinto en general de Ghost Stories. El video musical de "Ink" es un vídeo interactivo que fue escrito, dirigido y animado por una agencia con sede en Los Ángeles llamada "Blind". La agencia trabajó con una empresa con el nombre de "Interlude" para hacer más de 300 recorridos posibles a lo largo del video musical.
El video musical de "All Your Friends" fue lanzado el 7 de noviembre de 2014 para la celebración de la Primera Guerra Mundial. A pesar de que la pista no está disponible en la edición estándar de Ghost Stories, está disponible en A Sky Full of Stars EP en todo el mundo, a excepción de los Estados Unidos donde se incluye en la versión de lujo de Ghost Stories que se vende por Target. Un video oficial de "Ghost Story" fue lanzado como parte de "Ghost Stories Live 2014" DVD el 24 de noviembre de 2014; que fue subido en el canal oficial de Youtube de la banda, el 9 de marzo de 2015. El video fue filmado en blanco y negro, y muestra a la banda tocando la canción en su Ghost Stories Tour. Al igual que en "All Your Friends", la canción está disponible en A Sky Full of Stars EP y en la edición Deluxe del álbum es los Estados Unidos.

## Recepción

### Crítica
Ghost Stories recibió opiniones mixtas de parte de los críticos. En Metacritic, que asigna una calificación máxima de 100, basada en comentarios de la prensa, recibió 61 puntos, basada en 31 revisiones, lo que indica "críticas generalmente favorables". Jason Lipshutz de Billboard escribió, en una opinión pista por pista, que elogiaba a la banda por tener el "álbum más bueno en años" y lo describió como "un brebaje evocador de frases no muy agradeables, arreglos dispersos y temas de gran alcance." Kyle Anderson, de Entertainment Weekly comentó que Ghost Stories "probablemente seria recordados como un álbum de transición" y señaló que "mientras es sólida, se siente como una precuela a algo mejor". Larry Fitzmaurice de Pitchfork Media escribió que el álbum es una "obra tenue que ubica a Chris Martin y a su banda en un puente quebradizo por paisajes sonoros de medios tiempos y toques electrónicos borrosos que tienen el impacto visceral de un edredón de plumas cayendo por un tramo de escaleras". Nick Hasted de The Independent escribió que Martin"acepta su pérdida exagerada de docilidad y se acerca a la angustia de un gran fracaso del disco", pero llegó a la conclusión de que la banda "paso lejos de grandes lugares que son comunes y sigue en la dirección correcta". Stephanie Benson, de Spin escribió que "su profundo mar con incrustaciones de synth pop resplandece bajo un halo con toques de ambiente angelical y la perspectiva siempre es de color de rosa para Martin".
Jerry Shriver de USA Today dijo que "en el ámbito de álbumes memorables que fracasaron", Ghost Stories carecía de un tono como el de Bob Dylan con su álbum Blood on the Tracks, la actitud de Richard y Linda Thompson con el lanzamiento de Shoot Out the Lights y el atractivo sonoro irresistible de Fleetwood Mac con su álbum Rumors", y en última instancia, lo describió como "ni siquiera un memorable álbum de Coldplay Si bien se observa que Ghost Stories "debe ser aplaudido para escalar hacia atrás los excesos llamativos de sus discos anteriores", Josh Terry de Consequence of Sound opinó que sus canciones "sufren de una falta de dirección" y "podría utilizar la vitalidad que los lanzó a la cima en el primer lugar ". Mikael Wood de Los Angeles Times escribió: "las nueve canciones de Ghost Stories parecen un zumbido suave, cultivando un sentido efectivo de la intimidad. Como siempre, no hay mucho que hacer en la música, esculpida por el banda junto con varios colaboradores ". Y añadió: "El nuevo álbum de Coldplay,"Ghost Stories", dejándolo a un lado, fortalece la marca registrada de la banda británica."

### Comercial
El álbum debutó en el número uno en las listas británicas, vendiendo 168.000 copias en su primera semana - la segunda más grande en ventas de 2014-. En julio de 2014, ya se había convertido en el álbum más vendido de la primera mitad de 2014, con 375.000 copias vendidas en el Reino Unido.
En los Estados Unidos, el álbum debutó en el n.º 1 en el Billboard 200 con 383.000 copias vendidas en su primera semana. A partir de noviembre de 2015, el álbum ha vendido 853,500 copias en la Unión Americana.
En Canadá, el álbum debutó en el número uno en la lista de álbumes de Canadá con 49.000 copias vendidas en su primera semana. Se convirtió en el quinto álbum más vendido de 2014, después de haber vendido 117.000 copias en todo el año.
En todo el mundo, Ghost Stories vendió más de 3,7 millones de copias en 2014.

## Lista de canciones
Todas las canciones escritas y compuestas por Guy Berryman, Jonny Buckland, Will Champion, y Chris Martin, excepto "A Sky Full of Stars" (coescrita por Tim Bergling). 
| Ghost Stories — Edición Estándar |                                              |                                                |          |  |
| N.º                              | Título                                       | Productor(s)                                   | Duración |  |
| 1.                               | «Always in My Head»                          | Coldplay Paul Epworth Daniel Green Rik Simpson | 3:36     |  |
| 2.                               | «Magic»                                      | Coldplay Epworth Green Simpson                 | 4:45     |  |
| 3.                               | «Ink»                                        | Coldplay Epworth Green Simpson                 | 3:48     |  |
| 4.                               | «True Love»                                  | Coldplay Epworth Green Simpson                 | 4:06     |  |
| 5.                               | «Midnight»                                   | Coldplay Epworth Green Simpson Jon Hopkins     | 4:54     |  |
| 6.                               | «Another's Arms»                             | Coldplay Epworth Green Simpson                 | 3:54     |  |
| 7.                               | «Oceans»                                     | Coldplay Epworth Green Simpson                 | 5:21     |  |
| 8.                               | «A Sky Full of Stars»                        | Coldplay Epworth Green Simpson Tim Bergling    | 4:28     |  |
| 9.                               | «O» ("Fly On" – 0:00–3:54 / "O" – 3:54–5:23) | Coldplay Epworth Green Simpson                 | 5:23     |  |
| 42:37                            |                                              |                                                |          |  |

| Ghost Stories — Japanese edition (bonus track) |                                |          |  |
| N.º                                            | Título                         | Duración |  |
| 10.                                            | «Midnight» (Jon Hopkins remix) | 10:05    |  |

| Ghost Stories — Target deluxe edition |                    |          |  |
| N.º                                   | Título             | Duración |  |
| 10.                                   | «All Your Friends» | 3:32     |  |
| 11.                                   | «Ghost Story»      | 4:17     |  |
| 12.                                   | «O (Reprise)»      | 1:37     |  |
| 49:40                                 |                    |          |  |

| Ghost Stories — Edición Limitada de Lujo Digipack (bonus tracks) |                                    |          |  |
| N.º                                                              | Título                             | Duración |  |
| 10.                                                              | «All Your Friends»                 | 3:32     |  |
| 11.                                                              | «Ghost Story»                      | 4:17     |  |
| 12.                                                              | «O (Reprise)»                      | 1:37     |  |
| 13.                                                              | «Midnight» (Jon Hopkins remix)     | 10:05    |  |
| 14.                                                              | «Midnight» (Giorgio Moroder remix) | 8:37     |  |
| 15.                                                              | «Midnight» (Phones 4AM remix)      | 10:56    |  |
| 79:18                                                            |                                    |          |  |

| Ghost Stories — Edición de Lujo Limitada de Digipack (bonus DVD: Live at iTunes Festival) |                                                                              |          |  |
| N.º                                                                                       | Título                                                                       | Duración |  |
| 1.                                                                                        | «Always in My Head»                                                          |          |  |
| 2.                                                                                        | «Charlie Brown»                                                              |          |  |
| 3.                                                                                        | «Paradise»                                                                   |          |  |
| 4.                                                                                        | «Magic»                                                                      |          |  |
| 5.                                                                                        | «Clocks»                                                                     |          |  |
| 6.                                                                                        | «Another's Arms»                                                             |          |  |
| 7.                                                                                        | «Viva la Vida»                                                               |          |  |
| 8.                                                                                        | «Atlas»                                                                      |          |  |
| 9.                                                                                        | «Every Teardrop Is a Waterfall»                                              |          |  |
| 10.                                                                                       | «Fix You» (Dedicado a los afectados por la Desaparición de Malaysia Airline) |          |  |
| 11.                                                                                       | «Midnight»                                                                   |          |  |

## Personal
Créditos adaptados por Ghost Stories, Coldplay, Parlophone:
Coldplay
- Guy Berryman – Producción
- Jonny Buckland – Producción
- Will Champion – Producción
- Chris Martin – Producción

Músicos adicionales
- Timbaland – baterías extra (canción 4)
- Apple Martin – voz adicional (canción 9)
- Moses Martin – voz adicional (canción 9)
- Mabel Krichefski – voz adicional (canción 9)
- John Metcalfe – arreglo de cuerdad (canciones 1-9)
- Davide Rossi – arreglo individual de cuerdas (canción 4)

Personal Artístico
- Mila Fürstová – Diseño
- Tappin Gofton – Diseño y director de arte
- Phil Harvey – Fotógrafo

Personal Técnico
- Tim Bergling – Coproductor (pista 8)
- Paul Epworth – Producción
- Daniel Green – Producción y mezclas (pista 7)
- Rik Simpson – Producción y mezclas (pista 7)
- Jon Hopkins – Coproducción (pista 5)
- Mark "Spike" Stent – Mezclas (pistas 1-6, 8, 9)
- Geoff Swan – Asistente de mezclado (pistas 1-6, 8, 9)
- Mike Dean – "Extra en la canción Magic"
- Madeon – "Extra en la canción Magic"
- Ted Jensen – Masterización
- Olga Fitzroy – Ingeniero
- Matt Wiggins – Ingeniero
- Jaime Sickora – Ingeniero
- Chris Owens – Ingeniero
- Joe Visciano – Ingeniero
- Tom Bailey – Asistente de Estudio Adicional
- Fiona Cruickshank – Asistente de Estudio Adicional
- Nicolás Essig – Asistente de Estudio Adicional
- Jeff Gartenbaum – Asistente de Estudio Adicional
- Christian Green – Asistente de Estudio Adicional
- Joseph Hartwell Jones – Asistente de Estudio Adicional
- Pablo Hernández – Asistente de Estudio Adicional
- Neil Lambert – Asistente de Estudio Adicional
- MattMcGinn – Asistente de Estudio Adicional
- Adam Miller – Asistente de Estudio Adicional
- Roxy Pope – Asistente de Estudio Adicional
- John Prestage – Asistente de Estudio Adicional
- Bill Rahko – Asistente de Estudio Adicional
- Kyle Stevens – Asistente de Estudio Adicional
- Dave Holmes – Administración del Álbum

## Listas
| Lista(2014)                             | Mejor posición |
| --------------------------------------- | -------------- |
| Argentina (CAPIF)                       | 1              |
| Australia (ARIA)                        | 1              |
| Austria (Ö3 Austria)                    | 2              |
| Bélgica (Ultratop flamenca)             | 1              |
| Bélgica (Ultratop valona)               | 1              |
| Brazilian Albums (ABPD)                 | 4              |
| Canadá (Billboard Canadian Albums)      | 1              |
| Croacia (IFPI)                          | 1              |
| República Checa (ČNS IFPI)              | 1              |
| Dinamarca (Hitlisten)                   | 1              |
| Países Bajos (Album Top 100)            | 2              |
| Finlandia (Suomen Virallinen Lista)     | 1              |
| Francia (SNEP)                          | 1              |
| Alemania (Offizielle Top 100)           | 1              |
| Greek Albums (IFPI)                     | 2              |
| Hungría (MAHASZ)                        | 1              |
| Indian Albums (IMI)                     | 5              |
| Italian Albums (FIMI)                   | 1              |
| Japón (Oricon)                          | 7              |
| Nueva Zelanda (Recorded Music NZ)       | 1              |
| Noruega (VG-lista)                      | 1              |
| Polonia (ZPAV)                          | 1              |
| Portugal (AFP)                          | 1              |
| España (PROMUSICAE)                     | 1              |
| South African Albums (RiSA)             | 7              |
| South Korean Albums (Gaon)              | 6              |
| Suecia (Sverigetopplistan)              | 1              |
| Suiza (Schweizer Hitparade)             | 1              |
| Reino Unido (UK Albums Chart)           | 1              |
| Estados Unidos (Billboard 200)          | 1              |
| Estados Unidos (Top Alternative Albums) | 1              |
| Estados Unidos (Top Rock Albums)        | 1              |
| Estados Unidos (Top Tastemaker Albums)  | 2              |

| Lista (2014)                           | Posición |
| -------------------------------------- | -------- |
| Australian Albums (ARIA)               | 5        |
| Austrian Albums (IFPI)                 | 19       |
| Belgian Albums (Ultratop Flanders)     | 2        |
| Belgian Albums (Ultratop Wallonia)     | 6        |
| Canadian Albums (Billboard)            | 9        |
| Italian Albums (FIMI)                  | 8        |
| New Zealand Albums (Recorded Music NZ) | 7        |
| Polish Albums (ZPAV)                   | 10       |
| UK Albums (OCC)                        | 5        |
| US Alternative Albums (Billboard)      | 3        |
| US Billboard 200                       | 14       |
| US Billboard Digital Albums            | 8        |
| US Billboard Rock Albums               | 3        |
| Listas(2015)                           | Posición |
| Italian Albums (FIMI)                  | 90       |

## Certificaciones
| Territorio     | Organismo certificador | Certificación | Ventas certificadas | Simbolización | Ref.      |         |         |
| Oceanía        | Oceanía                | Oceanía       | Oceanía             | Oceanía       | Oceanía   | Oceanía | Oceanía |
| -------------- | ---------------------- | ------------- | ------------------- | ------------- | --------- | ------- | ------- |
| Australia      | ARIA                   | 2x Platino    | 140,000             | ,             | [ 117 ]   |         |         |
| Nueva Zelanda  | (RMNZ)                 | Oro           | 7,500               |               | [ 118 ]   |         |         |
| Europa         |                        |               |                     |               |           |         |         |
| Austria        | IFPI Austria           | Platino       | 15,000              |               | [ 119 ]   |         |         |
| Bélgica        | BEA                    | Platino       | 30,000              |               | [ 120 ]   |         |         |
| Dinamarca      | IFPI Denmark           | Platino       | 20,000              |               | [ 121 ]   |         |         |
| Francia        | SNEP                   | 3× Platino    | 300,000             | ,             | [ 122 ]   |         |         |
| Alemania       | BVMI                   | 3x Oro        | 300,000             | ,             | [ 123 ]   |         |         |
| Hungría        | MAHASZ                 | 2× Platino    | 12,000              | ,             | [ 124 ]   |         |         |
| Italia         | FIMI                   | 2× Platino    | 100,000             | ,             | [ 125 ]   |         |         |
| Países Bajos   | NVPI                   | Oro           | 25,000              |               | [ 126 ]   |         |         |
| Polonia        | ZPAV                   | Platino       | 20,000              |               | [ 127 ]   |         |         |
| España         | PROMUSICAE             | Oro           | 20,000              |               | [ 128 ]   |         |         |
| Suiza          | IFPI Switzerland       | 2× Platino    | 40,000              | ,             | [ 129 ]   |         |         |
| Reino Unido    | BPI                    | 2× Platino    | 619,383             | ,             | [ 131 ]   |         |         |
| América        |                        |               |                     |               |           |         |         |
| México         | AMPROFON               | 2× Platino    | 120,000             | ,             | [ 133 ]   |         |         |
| Canadá         | Music Canada           | Platino       | 117,000             |               | [ 66 ]    |         |         |
| Estados Unidos | RIAA                   | Platino       | 853,500             |               | [ 64 ]    |         |         |
| Sumatorias     |                        |               |                     |               |           |         |         |
| Europa         | IFPI                   | 1,000,000     | 1,000,000           | 1,000,000     | 1,000,000 |         |         |

## Historial de lanzamiento
| Región         | Fecha              | Formato          | Discográfica     | n.º de Catálogo   |
| -------------- | ------------------ | ---------------- | ---------------- | ----------------- |
| Australia      | 16 de mayo de 2014 | Descarga digital | Parlophone       | none              |
| Austria        | 16 de mayo de 2014 | Descarga digital | Parlophone       | none              |
| Bélgica        | 16 de mayo de 2014 | Descarga digital | Parlophone       | none              |
| Finlandia      | 16 de mayo de 2014 | Descarga digital | Parlophone       | none              |
| Alemania       | 16 de mayo de 2014 | Descarga digital | Parlophone       | none              |
| India          | 16 de mayo de 2014 | Descarga digital | Parlophone       | none              |
| Irlanda        | 16 de mayo de 2014 | Descarga digital | Parlophone       | none              |
| Países Bajos   | 16 de mayo de 2014 | CD               | Parlophone       | 0825646305919     |
| Países Bajos   | 16 de mayo de 2014 | Descarga digital | Parlophone       | none              |
| Nueva Zelanda  | 16 de mayo de 2014 | Descarga digital | Parlophone       | none              |
| Canadá         | 19 de mayo de 2014 | CD               | Atlantic Records | 2-305919          |
| Canadá         | 19 de mayo de 2014 | Descarga digital | Atlantic Records | none              |
| Francia        | 19 de mayo de 2014 | Descarga digital | Parlophone       | none              |
| Grecia         | 19 de mayo de 2014 | Descarga digital | Parlophone       | none              |
| Polonia        | 19 de mayo de 2014 | CD               | Warner Music     | 0825646305919     |
| Polonia        | 19 de mayo de 2014 | LP               | Warner Music     | 0825646298815     |
| Polonia        | 19 de mayo de 2014 | Descarga digital | Warner Music     | none              |
| Reino Unido    | 19 de mayo de 2014 | CD               | Parlophone       | B00IQE4NUK (ASIN) |
| Reino Unido    | 19 de mayo de 2014 | LP               | Parlophone       | B00J0H0YN2 (ASIN) |
| Reino Unido    | 19 de mayo de 2014 | Descarga digital | Parlophone       | none              |
| Estados Unidos | 19 de mayo de 2014 | CD               | Atlantic Records | B00IQE4NUK (ASIN) |
| Estados Unidos | 19 de mayo de 2014 | LP               | Atlantic Records | 542279-1          |
| Estados Unidos | 19 de mayo de 2014 | Descarga digital | Atlantic Records | none              |
| México         | 19 de mayo de 2014 | CD               | Parlophone       | unknown           |
| México         | 20 de mayo de 2014 | Descarga digital | Parlophone       | none              |
| Brasil         | 20 de mayo de 2014 | Descarga digital | Parlophone       | none              |
| Italia         | 20 de mayo de 2014 | Descarga digital | Parlophone       | none              |
| España         | 20 de mayo de 2014 | Descarga digital | Parlophone       | none              |
| Japón          | 21 de mayo de 2014 | Descarga digital | Parlophone       | none              |

| Deluxe Edition | Deluxe Edition     | Deluxe Edition | Deluxe Edition   | Deluxe Edition  |
| Región         | Fecha              | Formato        | Discográfica     | n.º de Catálogo |
| -------------- | ------------------ | -------------- | ---------------- | --------------- |
| Estados Unidos | 19 de mayo de 2014 | CD             | Atlantic Records | 542280-2        |